# 武铨住宅
武铨住宅又名武家大院，位于山西省晋中市太谷区水秀镇白塔社区武家巷24号，是一处太谷县文物保护单位。
武家是太谷数一数二的晋商大贾，经营广源兴、永和允药庄。
武家大院是典型的清代四合院民居建筑，坐北朝南，有前后二进，及东、西偏院。主院北、南楼对称，高大宽敞，中设过厅，均为面宽5间，进深5-6椽。拥有太谷城里最精美的木雕和砖雕。 
1956年7月，武铨住宅被列为太谷县文物保护单位。1995年12月又公布为太谷县第一批文物保护单位。